# Saros (thiên văn học)
Saros là một khoảng thời gian khoảng 223 tháng giao hội (khoảng 6.585,3211 ngày hay 18 năm 11 ngày 8 giờ), có thể được sử dụng để dự đoán thiên thực của Mặt Trời và Mặt Trăng. Một chu kỳ Saros sau một thực thì Mặt Trời, Trái Đất và Mặt Trăng trở lại vị trí hình học tương đối gần như trước đó, một đường gần thẳng, và một lần thực gần như y hệt sẽ xảy ra, trong cái được gọi là một chu kỳ thực. Một sar là một nửa của một Saros. 
Một loạt các thực được phân cách bởi một saros được gọi là một loạt saros.